# Backroom
Cet article concerne la salle de club libertin. Pour la légende urbaine effrayante, voir The Backrooms.
Une backroom ou back-room (dark room en anglais), appelée arrière-salle au Québec, est une salle où, dans certains clubs, les habitués peuvent se rencontrer dans la pénombre ou l'obscurité pour des relations sexuelles. La plupart des saunas gay sont également équipés d'une backroom. Cette salle peut être aménagée en labyrinthes et petits compartiments agrémentés parfois d'un glory hole.
Les rapports étant parfois non protégés (barebacking), l'arrivée du SIDA aux États-Unis eut pour conséquence la fermeture de beaucoup de backrooms dans ce pays.

## Symbole de la lutte pour les droits des LGBT en France

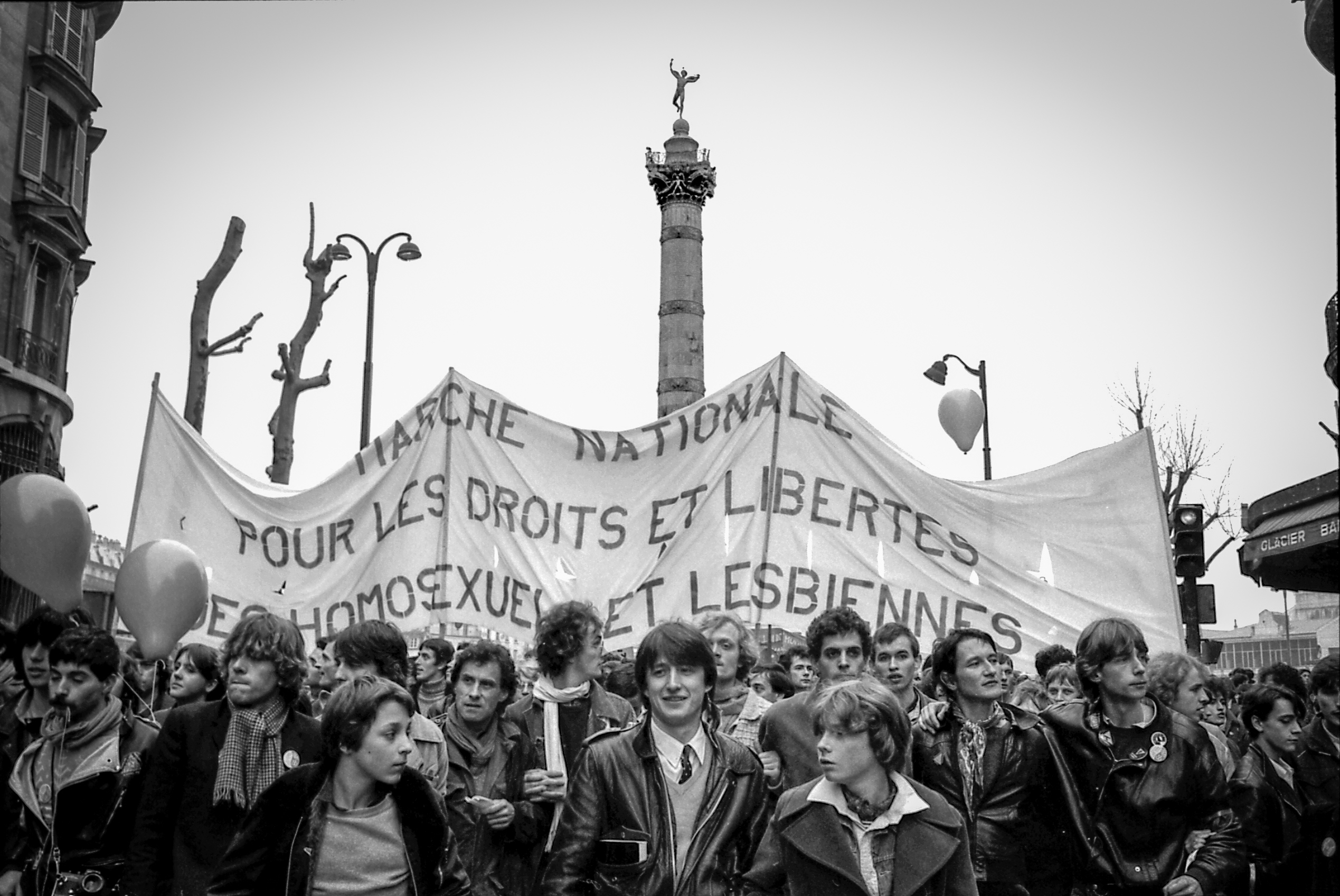
Première marche nationale pour les droits et les libertés des homosexuels 4 avril 1981.

La backroom du club Le Manhattan (8, rue des Anglais, dans le quartier Maubert du 5e arrondissement de Paris) est visée par une descente de police au printemps 1977. Le lieu est décrit par un guide parisien de l'époque comme des « caves bouillonnantes comme un chaudron d'enfer ». Neuf clients et les gérants sont gardés à vue puis jugés le 3 octobre 1978 sur la base de l'article 330 alinéa 2 du code pénal, qui sanctionne à l'époque « l'outrage public à la pudeur [consistant] en un acte impudique ou contre-nature avec un individu de même sexe », à un moment où la suppression du « délit d'homosexualité » n'est qu'en débat au Parlement. Le Comité d'urgence anti-répression homosexuelle (CUARH), le journal Gai Pied, et de nombreuses personnalités se mobilisent. La peine prononcée en première instance est symbolique : 500 francs d'amende, sans inscription au casier judiciaire. À l'ouverture du procès en appel en janvier 1980, le président s'étonne : « Faire appel alors que votre peine n'est même pas celle d'un client de prostituées au bois de Boulogne… ». L'amende est confirmée, et le pourvoi en cassation est rejeté le 28 février 1981. L'un des condamnés déclare : « Vous vous rendez compte de ce que ça signifiait pour moi, fils de résistant, neveu de maquisard, d'être condamné par une loi de Vichy ? ». Le 4 avril 1981, une grande marche nationale des droits et des libertés des homosexuels est organisée à Paris.